# صفط أبو جرج
قرية صفط أبو جرج هي إحدى القرى التابعة لمركز بني مزار بمحافظة المنيا في جمهورية مصر العربية. حسب إحصاءات سنة 2006، بلغ إجمالي السكان في صفط أبو جرج 17064 نسمة، منهم 8560 رجلا و8504 امرأة.